# 河口镇 (郁南县)
河口镇，是中华人民共和国广东省云浮市郁南县下辖的一个乡镇级行政单位。

## 行政区划
河口镇下辖以下地区：
河口社区、龙溪村、河口村、佛子坝村、和都村、甘罗村、南龙村、回龙村、绿化村、竹头围村、河口寨村和油麻坑村。